# سرهی شرباکوف
سرهی شرباکوف (روسی: Серге́й Геннадиевич Щербаков؛ زادهٔ ۱۵ اوت ۱۹۷۱) بازیکن فوتبال اهل اتحاد جماهیر شوروی سوسیالیستی است.
از باشگاه‌هایی که در آن بازی کرده‌است می‌توان به باشگاه فوتبال شاختار دونتسک، تیم فوتبال المپیک اتحاد جماهیر شوروی، و باشگاه فوتبال اسپورتینگ پرتغال اشاره کرد.
وی همچنین در تیم‌های ملی فوتبال Soviet Union national under-18 football team، زیر ۲۱ سال شوروی، اوکراین، زیر ۲۱ سال روسیه، و Sport-Express بازی کرده‌است.